# Super Bowl XXXIX

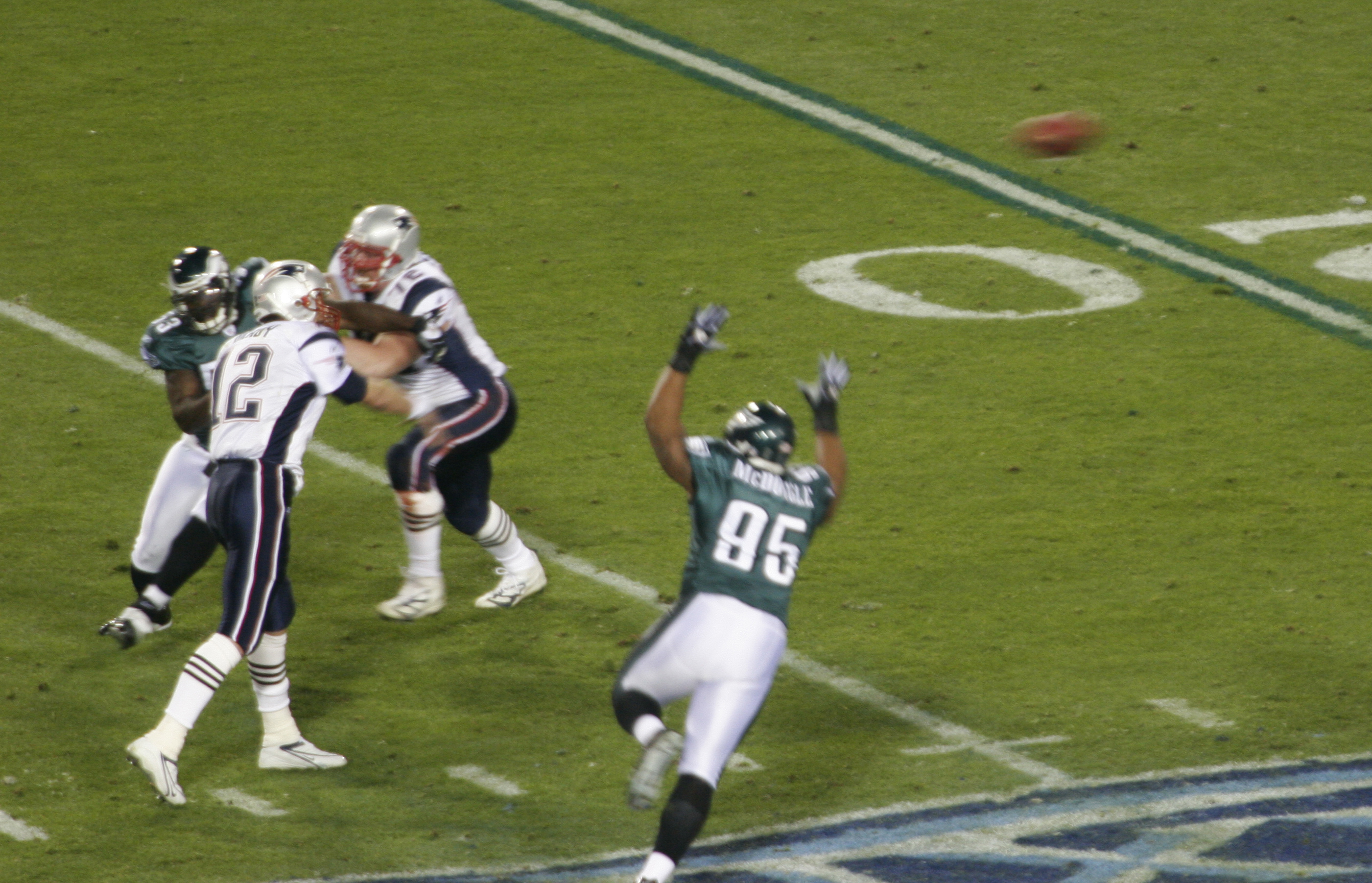
Tom Brady fazendo um passe durante o jogo.

No Super Bowl XXXIX, confrontaram-se as equipes do New England Patriots, vencedora da AFC e Philadelphia Eagles, vencedora da NFC, para decidir o título de campeão da temporada de 2004 da NFL. A partida aconteceu em 6 de fevereiro de 2005, no Estádio Municipal de Jacksonville, Jacksonville, Flórida, e foi vencida pelo Patriots - por 24 a 21 -, conquistando seu segundo Super Bowl consecutivo e o terceiro em quatro anos. Deion Branch, wide receiver do Pats, foi escolhido o melhor em campo.
Os Patriots, que entraram no Super Bowl após terminar a temporada regular com quatorze vitórias e duas derrotas, se tornou o último time da NFL até a presente data a vencer dois Super Bowls seguidos. New England também se tornou o segundo time, junto com o Dallas Cowboys da década de 1990, a vencer três Super Bowls em quatro anos, consolidando seu status como a grande dinastia da NFL nos anos 2000. Os Eagles estavam chegando ao seu segundo Super Bowl, a primeira vez desde 1981, após uma campanha na temporada regular com treze vitórias e três derrotas. Treze anos mais tarde, ambos os times voltariam a se enfrentar no Super Bowl LII, mas os Eagles desta vez derrotaram os favoritos Patriots.
O placar foi acirrado durante todo o jogo, com a partida ficando empatada em 14 a 14 no final de terceiro período. Os Patriots então marcaram dez pontos seguidos na segunda metade do quarto período, com um touchdown de duas jardas do corredor Corey Dillon e um chute de 24 jardas por Adam Vinatieri. Os Eagles conseguiram cortar a diferença para 24 a 21, com o quarterback Donovan McNabb lançando para um touchdown de 30 jardas para o recebedor Greg Lewis, com 1:48 restando no relógio. McNabb conseguiu ter a bola de volta faltando alguns segundos mas com pouco tempo no relógio ele acabou forçando a jogada e lançou outra interceptação. no geral, os New England forçaram quatro turnovers, enquanto o wide receiver Deion Branch, dos Patriots, foi nomeado o MVP do Super Bowl após ter uma partida com 133 jardas repetidas e onze recepções (empatando o recorde do Super Bowl neste quesito).
No total, a transmissão da partida pela Fox Sports atraiu uma audiência média de 86 milhões de pessoas. Para evitar a possibilidade de um incidente semelhante a controvérsia do ano anterior do ano anterior, a liga escolheu Paul McCartney como uma opção segura para o show do intervalo daquele ano.

## Jogadas
- PHI - TD: L.J. Smith, passe de 6 jardas de Donovan McNabb (ponto extra: chute de David Akers) 7-0 PHI
- NE - TD: David Givens, passe de 4 jardas de Tom Brady (ponto extra: chute de Adam Vinatieri) 7-7 empate
- NE - TD: Mike Vrabel, passe de 2 jardas de Tom Brady (ponto extra: chute de Adam Vinatieri) 14-7 NE
- PHI - TD: Brian Westbrook, passe de 10 jardas de Donovan McNabb (ponto extra: chute de David Akers) 14-14 empate
- NE - TD: Corey Dillon, corrida de 2 jardas (ponto extra: chute de Adam Vinatieri) 21-14 NE
- NE - FG: Adam Vinatieri, 22 jardas 24-14 NE
- PHI - TD: Greg Lewis, passe de 30 jardas de Donovan McNabb (ponto extra: chute de David Akers) 24-21 NE